# Чжан Явень
Чжан Явень  (кит.: 张亚雯, 9 березня 1985) — китайська бадмінтоністка, олімпійська медалістка.

## Виступи на Олімпіадах
| Олімпіада  | Дисципліна    | Місце |
| ---------- | ------------- | ----- |
| Пекін 2008 | парний розряд | 3     |